# Chanteur de charme
"Chanteur de charme" (tradução portuguesa: "Cantor romântico") foi a canção selecionada para representar a França no Festival Eurovisão da Canção 1988, interpretada em francês por Gérard Lenorman. Foi a 19.ª canção a ser interpretada na noite do festival, a seguir à canção italiana "Vivo (Ti scrivo)", interpretada por Luca Barbarossa e antes da canção portuguesa: "Voltarei", interpretada por Dora. No final, terminou em décimo lugar, tendo recebido um total de 64 pontos. 

## Autoria
- Letrista: Gérard Lenorman e Claude Lemesle
- Música: Gérard Lenorman
- Orquestrador: Guy Mattéoni

## Letra
A canção é uma balada, com Lenorman cantando sobre o que canta tradicionalmente um cantor romântico. 